# Turma da Mônica e a Indústria de Defesa Brasileira
Turma da Mônica e a Indústria de Defesa Brasileira é uma história em quadrinhos do Ministério da Defesa com a Mauricio de Sousa Produções, sendo lançada em 2018.

## Histórico
O almanaque é uma parceria entre a Mauricio de Sousa Produções (MSP) com a Agência Brasileira de Desenvolvimento Industrial (ABDI), o Ministério da Indústria, Comércio Exterior e Serviços (MDIC) e o Ministério da Defesa, como parte do Acordo de Cooperação Técnica entre as entidades de 2017. Ele foi lançado oficialmente em 16 de maio de 2018, durante o governo Temer, no auditório do Ministério do Esporte, em Brasília. O evento contou com a presença dos Ministros Joaquim Silva e Luna e Marcos Jorge, além do próprio Mauricio de Sousa. O almanaque foi distribuido para alunos do Colégio Militar de Brasília e do Programa Forças no Esporte (PROFESP).

## Descrição
Turma da Mônica e a Indústria de Defesa Brasileira apresenta o papel da Indústria de Defesa Brasileira (Base Industrial de Defesa) e das Forças Armadas (Exército, Marinha e Aeronáutica) para o público infanto-juvenil. Entre os temas abordados, estão riquezas naturais do país (Amazônia Azul), a importância do monitoramento de fronteiras, defesa cibernética, resgate e salvamento de pessoas, combate a incêndios de grandes proporções e ajuda humanitária. Também são apresentadas fichas técnicas de submarinos, aviões, radares e veículos de transporte, além de ecossistemas brasileiros.
O almanaque foi pensado para ser distribuido em escolas militares, possuindo 100 páginas. Foram publicadas 200 mil cópias que custaram R$ 340 mil aos cofres públicos. A revista também possui páginas de passatempos.

## Críticas
O coletivo Brado-NYCO soltou uma nota de repúdio afirmando que os personagens da MSP foram usados para incentivar o uso de armas e brincadeiras violentas, além de elogiar o governo de Michel Temer, mais especificamente a Intervenção Militar no Rio de Janeiro. O Diário do Centro do Mundo escreveu matéria afirmando que o lançamento do gibi aconteceu para diminuir a gravidade da publicação de documentos desclassificados da CIA sobre Ernesto Geisel e João Figueiredo.

A Gazeta do Povo afirmou que "apoia totalmente a iniciativa".